# کونومارکس
کونومارکس (نام علمی: Conomurex) نام یک سرده از رده شکم‌پایان است.

## گونه‌ها
- Conomurex decorus (Röding, ۱۷۹۸)
- Conomurex fasciatus (Born, ۱۷۷۸)
- Conomurex luhuanus (Linnaeus, ۱۷۵۸)
- کونومارکس ایرانی (Swainson, ۱۸۲۱)